# Frea lineata
Frea lineata là một loài bọ cánh cứng trong họ Cerambycidae.